# Еверетт Ріскін
Еверетт Ріскін (англ. Everett Riskin; 8 травня 1895, Нью-Йорк, Нью-Йорк, США — 27 березня 1982, Лос-Анджелес, Каліфорнія, США) — американський кінопродюсер, найвідомішим за роботу на кінокомпанії Columbia Pictures та MGM, де спеціалізувався на комедіях.
Він був братом сценариста Роберта Ріскіна.

## Фільмографія
| Рік  |   | Українська назва              | Оригінальна назва        | Роль                  |
| ---- | - | ----------------------------- | ------------------------ | --------------------- |
| 1934 | ф | Чорний місяць                 | Black Moon               | асоційований продюсер |
| 1934 | ф | Одна ніч кохання              | One Night of Love        | асоційований продюсер |
| 1935 | ф | Я буду завжди тебе любити     | I'll Love You Always     | продюсер              |
| 1935 | ф | Перо в її капелюшку           | A Feather in Her Hat     | продюсер              |
| 1935 | ф | Якби ви тільки вміли готувати | If You Could Only Cook   | асоційований продюсер |
| 1936 | ф | Пригода на Мангеттені         | Adventure in Manhattan   | асоційований продюсер |
| 1936 | ф | Теодора божеволіє             | Theodora Goes Wild       | асоційований продюсер |
| 1936 | ф | Більше, ніж секретар          | More Than a Secretary    | асоційований продюсер |
| 1937 | ф | Коли ти закоханий             | When You're in Love      | продюсер              |
| 1937 | ф | Давай одружимося              | Let's Get Married        | продюсер              |
| 1937 | ф | Жахлива правда                | The Awful Truth          | асоційований продюсер |
| 1937 | ф | Я заведу роман                | I'll Take Romance        | продюсер              |
| 1938 | ф | Свято                         | Holiday                  | продюсер              |
| 1938 | ф | Я - Закон                     | I Am the Law             | продюсер              |
| 1939 | ф | Дивовижний містер Вільямс     | The Amazing Mr. Williams | продюсер              |
| 1941 | ф | А ось і містер Джордан        | Here Comes Mr. Jordan    | продюсер              |
| 1943 | ф | Хлопець на ім'я Джо           | A Guy Named Joe          | продюсер              |
| 1944 | ф | Кісмет                        | Kismet                   | продюсер              |
| 1944 | ф | Тонка людина їде додому       | The Thin Man Goes Home   | продюсер              |
| 1947 | ф | Високий Барбері               | High Barbaree            | продюсер              |
| 1948 | ф | Джулія погано себе веде       | Julia Misbehaves         | продюсер              |
| 1951 | ф | Грім на сході                 | Thunder in the East      | продюсер              |